# Bolívia világörökségi helyszínei
Bolívia területéről eddig hét helyszín került fel a világörökségi listára, öt helyszín a javaslati listán várakozik a felvételre.  
| | Potosí történelmi város és ezüstbányák |
| Felvétel: 1987 Veszélyeztetetté nyilvánítva: 2014 |                                        |
| Kulturális (II)(IV)(VI) |                                        |
| Hivatkozás: , védett terület: 2211 ha, pufferzóna: 420 ha |                                        |
| Potosí egykor Bolívia legnagyobb és leggazdagabb városa volt az Újvilág legnagyobb ezüstérc-lelőhelyének köszönhetően amit az 1540-es évek elején fedeztek fel a város déli részén álló több mint négyezer méter magas Cerro Rico hegyben. A 17. században bányászott ezüst kétharmada innen származott, a spanyol gyarmatosítók indiánok ezreit kényszerítették, hogy embertelen körülmények között termeljék ki a fémet. A település 1572-ben birodalmi városi rangra emelkedett és gyorsan jelentős ipari komplexummá nőtte ki magát. Az ezüstlelőhely a 18. század közepén elkezdett kimerülni, ekkortól a város is hanyatlani kezdett. Az ezüst kitermelése egészen a 19. századig folytatódott, jelenleg ónt és cinket bányásznak a területen. Az ezüst kitermeléséhez óriási mennyiségű vizet használtak fel, ehhez vízvezetékek és mesterséges tavak bonyolult rendszerét alakították ki. A bányának köszönhetően a városban jelentős épületeket emeltek, köztük a San Lorenzo-templomot, a Casa de la Monedat (pénzverde), valamint a San Francisco- és a La Compagnia-templomokat. Az állagmegóvás és az ezt lehetővé tévő törvényi szabályozás hiányosságai miatt a helyszín felkerült a veszélyeztetett világörökségi helyszínek listájára. |                                        |

| | A Chiquitos jezsuita missziói |
| Felvétel: 1990 |                               |
| Kulturális (IV)(V) |                               |
| Hivatkozás: 529 |                               |
| A bennszülöttek megtérítésére érkezett jezsuita papok 1696 és 1760 között úgynevezett „redukciókat” építettek. Ezek olyan települések voltak, ahol az indiánok éltek és keresztény hitre térhettek. A redukciók egyfajta missziós falvak voltak, lakóházakból, templomból, műhelyekből, iskolákból stb. álltak, és az itt élők számára menedéket nyújtottak a rabszolga kereskedők ellen. Az ország keleti részén fekvő települések gazdasági szempontból sikeresek voltak, és az 1767-ben elhagyott jezsuita missziókkal ellentétben a rend kitiltása után is működőképesek maradtak. A missziók központja a rendszerint fából épült templom volt, egyes településeken özvegyek és elhagyott nők számára is építettek menedékházakat. Hat település jó állapotban maradt meg, ezek a San Francisco Javier, Concepción, Santa Aña, San Miguel, San Rafael és a San José redukciók. |                               |

| | Sucre történelmi óvárosa |
| Felvétel: 1991 |                          |
| Kulturális (IV) |                          |
| Hivatkozás: 566 |                          |
| A települést 1538-ban alapították Ciudad de la Plata de Nuevo Toledo néven és fő feladata az volt, hogy élelemmel lássa el a spanyol gyarmatot. Kedvező éghajlata és termékeny földterületei, kiegészülve a közeli hegyek ezüstlelőhelyeivel komoly bevételeket hoztak a városnak, ami gyorsan fejlődött és rövidesen kulturális központtá vált. Itt alapították meg 1624-ben Amerika egyik legrégebbi egyetemét. Sok, a 16. századból származó egyházi épülete jó állapotban maradt meg, közülük legfontosabb az 1559-ben elkezdett és csak évszázadokkal később befejezett katedrális. 18. századi fehér épületeinek köszönhetően történelmi városrésze a legszebbek közül való Dél-Amerikában. Ebből a korból származik a Casa de la Libertad, a volt ferences kolostor, a San Felipe Neri-zárda, és a Palacio de la Gloria. A város jelenlegi nevét Antonio José de Sucre tiszteletére kapta, aki a 19. században a spanyoloktól való függetlenedés küzdelmeinek egyik vezető alakja volt. |                          |

| | Fuerte de Samaipata prekolumbián erődítmény |
| Felvétel: 1998 |                                             |
| Kulturális (II)(III) |                                             |
| Hivatkozás: 883 |                                             |
| A Közép-Andokban 2000 méteres magasságban található régészeti lelőhely egy fejlett prekolumbián kultúra hagyatéka. A lelőhely két fő részből áll, a hegyoldalban alakították ki a város rituális központját, a hegytől délre pedig a közigazgatási és a lakónegyedek épültek fel. A feltételezések szerint a várost i. sz. 300 körül alapították. A 14. században elfoglalták az inkák, később spanyol gyarmatosítók erősítették meg. A kb. negyven hektár kiterjedésű lelőhely központi eleme a vöröses homokkő hegytömb. A hegyoldalban faragott sziklákat tártak fel, míg a lent meghúzódó várost egy óriási faragott sziklatömb uralja, amely a prekolumbián időszak egyedülálló emléke a kontinensen. Az inkák fontos csomóponttá fejlesztették, egy központi teret is kialakítottak amelyet középületekkel vettek körbe, míg a szomszédos meredek területeket teraszos földműveléssel hasznosították. A lelőhelyen csatornákat, lépcsőket, medencéket tártak fel, valamint geometrikus díszítésű faragványokat és kígyókat, nagymacskákat ábrázoló rajzokat. |                                             |

| | Noel Kempff Mercado Nemzeti Park |
| Felvétel: 2000 |                                  |
| Természeti (IX)(X) |                                  |
| Hivatkozás: 967, védett terület: 1 523 466 ha |                                  |
| A brazíliai határ közelében található 15 230 négyzetkilométeres védett terület Bolívia egyik legnagyobb nemzeti parkja. Tengerszint feletti magassága 200 és 1000 méter között változik, benne öt különböző ökoszisztémával. Ezek a trópusi esőerdő, a szavanna, a lombhullató erdő, a hegyvidéki erdő és az árterület. A térség fejlődéstörténete 1 milliárd évre, a prekambrium földtörténeti korig vezethető vissza. Élővilága változatos, számos veszélyeztetett gerinces állat is életképes populációval rendelkezik. Az élőlények dokumentálását Noel Kempff Mercado, a park névedója kezdte meg, de 1986-ban kábítószercsempészek meggyilkolták. Eddig a park területén kb. 4000 növényfajt, 600 madárfajt, 150 emlőst, valamint hüllőfajokat és alacsonyabb rendű állatokat azonosítottak. Az itt élő ritka és veszélyeztetett állatok közé tartozik a vidra, a jaguár, a törpetukán és az amazonasi folyamidelfin. |                                  |

| | Tiahuanaco – a Tiahuanaco (Tiwanaku) kultúra vallási és politikai központja |
| Felvétel: 2000 |                                                                             |
| Kulturális (III)(IV) |                                                                             |
| Hivatkozás: 567 |                                                                             |
| A Titicaca-tótól tizenkilenc kilométerre délre található Tiahuanaco, az azonos nevű civilizáció központja meghatározó szerepet játszott a prekolumbián Dél-Amerika történetében. A település a 8. században élte fénykorát, lakosainak száma ekkor százezer körül lehetett. Eleinte sokáig csak kis település volt, alapítását a kutatók i. e. 1200 körülre teszik. Gazdasági alapját a földművelés adta (gumós növények és gabonafélék), valamint az, hogy egy kiterjedt kereskedelmi hálózat része volt. Valószínűleg a klíma megváltozása, talán egy hosszabb aszályos időszak miatt néptelenedett el a 12. század folyamán. A feltárt romok legfontosabb elemei két piramis építmény, egy félig földalatti templom és a Kalasasaya templomegyüttes, ami feltételezhetően csillagvizsgáló volt. Az egyik piramis ha „T” alakú terasszal ellátott építménye az ország legjelentősebb prekolumbián emléke. Figyelemre méltó az egy tömbből kifaragott, négy méter széles, domborművekkel díszített Napkapu. A lakosok vályogházakban laktak, az épületeket kikövezett utak kötötték össze. |                                                                             |

| | Qhapac Ñan - inka úthálózat |
| Argentína, Bolívia, Chile, Ecuador, Kolumbia és Peru közös világörökségi helyszíne |                             |
| Felvétel: 2014 |                             |
| Kulturális (II)(III)(IV)(VI) |                             |
| Hivatkozás: 1459, védett terület: 11 407 ha, pufferzóna: 663 070 ha |                             |
| Az Andoki útrendszer hat ország, Argentína, Bolívia, Chile, Ecuador, Kolumbia és Peru közös világörökségi helyszíne. Ez egy kiterjedt, kommunikációs, kereskedelmi és védelmi célokra létrehozott, összességében több mint 30 ezer kilométer hosszú úthálózat. A prehispán közösségek által több évszázadon keresztül létrehozott útrendszer az Inka Birodalom hatalmának megszilárdításakor, a 15. században érte el legnagyobb kiterjedését. Ekkor keresztbe és hosszába is behálózta az Andok vidékét. Az úthálózat négy főúton alapul, amelyek Cuzcoból, az Inka Birodalom fővárosából indultak ki. A négy főutat alacsonyabb rendű utak alrendszerével kapcsolták egymáshoz. Az útrendszer a birodalom számára létfontosságú volt, egymástól nagy távolságra fekvő falvakat, városokat, vallási központokat és ipari tevékenységet folytató helyeket kötött össze. Az út egy 616 kilométeres szakaszán található 308 régészeti lelőhelyen az inka építészet és mérnöki teljesítmény kiemelkedő példáit tárták fel. Az útvonal egyes részeire szélsőséges körülmények jellemzők, ezek hóval borított, 6000 méter fölötti hegyvidékek, sivatagos területek, trópusi esőerdők, így az útrendszer kialakításához a kor legmagasabb szintű mérnöki teljesítményére volt szükség. |                             |

## Javasolt helyszínek
| Megnevezés                                       | Kép | Típus                 | Kritérium      | Év   | Link |
| ------------------------------------------------ | --- | --------------------- | -------------- | ---- | ---- |
| Sajama Nemzeti Park                              |     | Vegyes                | -              | 2003 | 1813 |
| Pulacayo ipari öröksége                          |     | Kulturális            | III, IV, VI    | 2003 | 1814 |
| Inkallajta, Collasuyo legnagyobb inka települése |     | Kulturális            | II, III, IV, V | 2003 | 1815 |
| Cal Orck'o az idő lábnyomai                      |     | Kulturális/Természeti | VII            | 2003 | 1816 |
| Titicaca-tó                                      |     | Vegyes                | -              | 2003 | 1817 |